# Ланг, Иосиф Матвеевич
Иосиф Матвеевич Ланг (1775—1820) — немецкий и российский юрист, философ и педагог.

## Биография
Родился в 1775 году во Фрейбурге (Бризгау).
В 1795 году окончил Фрейбургский университет и стал преподавать в нём математику.
В 1803 году он прибыл из Германии в Россию и 11 апреля был избран адъюнктом философских и математических наук Харьковского университета; первые два года по открытии университета читал лекции по философии; в 1806/1807 учебном году, до приезда Л. Якоба, преподавал политическую экономию, а с 1807 по 1819 годы преподавал «право природное Государственное и народов». 
В 1809 году был избран экстраординарным профессором философии, с 1812 года — ординарный профессор по кафедре дипломатики и политической экономии. Со времени открытия университета до 1812 года исправлял должность секретаря нравственно-политического отделения.
За самовольный выезд за границу 26 августа 1819 года, по предложению министра духовных дел и народного просвещения был «уволен вовсе из ведомства университета, без аттестата».
Его сын, Йозеф Ланг-младший (1820—?), закончил Дерптский университет (1837) и избрал карьеру чиновника (служил в Одессе, затем его следы теряются).
Им были изданы два экономических сочинения: Ueber den obersten Grundsatz der politischen Qeconomie (Рига, 1807) и Grundlinien der politischen Arithmethik (Харьков, 1810). Также были напечатаны его речи: Ueber das Studium der juridischen Wissenschaften (1810) и Was ist das Geld? (1814). Политическую экономию он считал чистой наукой, прикладной частью которой, по его мнению, была наука о государственном хозяйстве — отношения между ними были такими же, как между чистой и прикладной математикой. По Лангу, политическая экономия своим предметом имела изучение «свободной игры различных интересов хозяйственных классов общества», которая должна была регулироваться различными формами государственного хозяйства. Для объяснения хозяйственных явлений Ланг широко использовал алгебраические формулы, став одним из предшественников математического направления в политической экономии, видным представителем которого стал в конце XIX века Ю. Г. Жуковский.